# Josip Skoblar
Josip Skoblar (12 de março de 1941, Privlaka, Croácia) é um ex-futebolista e treinador iugoslavo que atuava como Atacante.

## Carreira

### Como jogador
Começou no NK Zadar, em 1958, onde não ficou por muito tempo e logo se transferiu para o OFK Beograd, onde permaneceu por sete temporadas, sendo destaque nas diversas equipes que integrou no clube servo (então iugoslavo), conquistando duas Copas da Iugoslávia, em 1962 e 1966.
Em 1966, foi contrato pelo alemão Hannover 96 e logo foi emprestado ao Olympique Marseille, onde agradou bastante, marcando 13 gols em 15 jogos da liga que disputou. De volta à Alemanha, foi outra vez goleador, marcando 30 tentos em 57 jogos do Campeonato Alemão.
Foi contratado em definitivo pelo Olympique Marseille em 1969, para se tornar um dos maiores goleadores da história do time francês. Foi artilheiro do Campeonato Francês por três vezes e, em 1971, recebeu o prêmio Bota de Ouro, que premiava o jogador que mais fez gol na Europa na temporada. Conquistou por duas vezes a liga francesa e uma vez a Copa da França.
Terminou a carreira no croata NK Rijeka, onde jogou por três anos, até 1977.

### Seleção Iugoslava
Disputou 32 partidas e fez 11 gols pela Seleção Iugoslava, tendo participado ativamente da campanha da equipe na Copa do Mundo de 1962, quando a Seleção ficou em quarto lugar.

### Como treinador
Comandou por quatro anos o clube que encerrou a carreira como jogador, se transferindo para o Hajduk Split, sendo campeão da Copa da Iugoslávia. Passou ainda por Hamburger SV, Dinamo Zagreb, Real Valladolid, outra vez pelo Hajduk Split, conquistando outra Copa e encerrando a carreira de treinador no Nîmes Olympique, em 1994.

## Títulos

### Como Jogador
OFK Beograd
- Copa da Iugoslávia: 1962 e 1966

Olympique de Marseille
- Campeonato Francês: 1970-71 e 1971-72
- Copa da França: 1972

### Como Treinador
Hajduk Split
- Copa da Iugoslávia: 1987 e 1991

## Artilharias e Prêmios
- Campeonato Francês: 1970-71, 1971-72 e 1972-73
- Bota de Ouro: 1971